# Burgos CF
A Burgos CF, teljes nevén Burgos Club de Fútbol egy spanyol labdarúgócsapat. A klubot 1936-ban alapították, jelenleg a negyedosztályban szerepel.

## Története
A klubot 1936-ban alapították Gimnástica Burgalesa CF néven. Sokáig a másodosztályban szerepelt, majd 1971-ben sikerült az első osztályba is feljutnia. 1983-ban, súlyos anyagi problémák miatt egy időre megszűnt.
1994-ben alakult újra, eleinte regionális bajnokságokban indult, azonban gyorsan egyre feljebb kapaszkodott, egy szezon erejéig a másodosztályban is szerepelhetett. 2008 óta a negyedosztály tagja.

## Jelenlegi keret
| #  |     | Poszt | Név             |
| -- | --- | ----- | --------------- |
| 1  | ESP | K     | Aurreko         |
| 2  | ESP | K     | Gorrochategui   |
| 3  | ESP | V     | Colina          |
| 4  | ESP | V     | Jonathan Castro |
| 5  | ESP | V     | Urbano          |
| 6  | ESP | V     | Jaime           |
| 7  | ESP | V     | César           |
| 8  | ESP | V     | Álvar Herrero   |
| 9  | ESP | KP    | Borja           |
| 10 | ESP | KP    | Jacobo          |

| #  |     | Poszt | Név            |
| -- | --- | ----- | -------------- |
| 11 | ESP | KP    | Maureta        |
| 12 | ESP | KP    | Diego Sedano   |
| 14 | ESP | KP    | Lobera         |
| 15 | ESP | KP    | Javi Ramos     |
| 16 | ESP | CS    | Espinosa       |
| 17 | ESP | CS    | Pablo Álvarez  |
| 18 | ESP | CS    | Naya           |
| 19 | ESP | CS    | Hugo Salamanca |
| 20 | ESP | CS    | Guille         |
| -- | ESP | KP    | Scifo          |
| -- | ARG | KP    | Jorge Troteiro |

## Statisztika

### 1936–1983
| Szezon  | Osztály | Poz. | Copa del Rey |
| ------- | ------- | ---- | ------------ |
| 1943/44 | 3ª      | 4.   |              |
| 1944/45 | 3ª      | 2.   |              |
| 1945/46 | 3ª      | 7.   |              |
| 1946/47 | 3ª      | 1.   |              |
| 1947/48 | 3ª      | 3.   |              |
| 1948/49 | 3ª      | 11.  |              |
| 1949/50 | 3ª      | 18.  |              |
| 1950/51 | 3ª      | 3.   |              |
| 1951/52 | 3ª      | 1.   |              |
| 1952/53 | 2ª      | 16.  |              |
| 1953/54 | 3ª      | 8.   |              |
| 1954/55 | 3ª      | 1.   |              |
| 1955/56 | 3ª      | 1.   |              |
| 1956/57 | 2ª      | 19.  |              |

| Szezon  | Osztály | Poz. | Copa del Rey |
| ------- | ------- | ---- | ------------ |
| 1957/58 | 3ª      | 2.   |              |
| 1958/59 | 3ª      | 7.   |              |
| 1959/60 | 3ª      | 1.   |              |
| 1960/61 | 3ª      | 2.   |              |
| 1961/62 | 2ª      | 11.  |              |
| 1962/63 | 2ª      | 10.  |              |
| 1963/64 | 2ª      | 7.   |              |
| 1964/65 | 2ª      | 6.   |              |
| 1965/66 | 2ª      | 5.   |              |
| 1966/67 | 2ª      | 14.  |              |
| 1967/68 | 2ª      | 8.   |              |
| 1968/69 | 2ª      | 12.  |              |
| 1969/70 | 2ª      | 14.  |              |
| 1970/71 | 2ª      | 2.   |              |

| Szezon  | Osztály | Poz. | Copa del Rey |
| ------- | ------- | ---- | ------------ |
| 1971/72 | 1ª      | 15.  |              |
| 1972/73 | 1ª      | 18.  |              |
| 1973/74 | 2ª      | 16.  |              |
| 1974/75 | 2ª      | 9.   |              |
| 1975/76 | 2ª      | 1.   |              |
| 1976/77 | 1ª      | 14.  |              |
| 1977/78 | 1ª      | 12.  |              |
| 1978/79 | 1ª      | 13.  |              |
| 1979/80 | 1ª      | 17.  |              |
| 1980/81 | 2ª      | 15.  |              |
| 1981/82 | 2ª      | 9.   |              |
| 1982/83 | 2ªB     | 3.   |              |

### 1994 óta
| Szezon  | Osztály    | Poz. | Copa del Rey |
| ------- | ---------- | ---- | ------------ |
| 1994/95 | Regionális | —    |              |
| 1995/96 | Regionális | —    |              |
| 1996/97 | 3ª         | 1.   |              |
| 1997/98 | 2ªB        | 15.  |              |
| 1998/99 | 2ªB        | 4.   |              |
| 1999/00 | 2ªB        | 3.   |              |
| 2000/01 | 2ªB        | 1.   |              |
| 2001/02 | 2ª         | 16.  |              |
| 2002/03 | 2ªB        | 3.   |              |

| Szezon  | Osztály | Poz. | Copa del Rey |
| ------- | ------- | ---- | ------------ |
| 2003/04 | 2ªB     | 5.   |              |
| 2004/05 | 2ªB     | 3.   |              |
| 2005/06 | 2ªB     | 3.   |              |
| 2006/07 | 2ªB     | 2.   |              |
| 2007/08 | 2ªB     | 18.  |              |
| 2008/09 | 3ª      | 3.   |              |
| 2009/10 | 3ª      | 1.   |              |
| 2010/11 | 3ª      | —    | 1. kör       |

## Ismertebb játékosok
- Sergije Krešić
- Ilija Katić
- Juanito
- Miguel Portugal

## Külső hivatkozások
- Hivatalos weboldal (spanyolul)
- Futbolme (spanyolul)
- Nem hivatalos weboldal (spanyolul)